# Constitution de la Tchéquie
Lire en ligne

Consulter

La Constitution de la Tchéquie est la loi fondamentale de la Tchéquie, adoptée le 16 décembre 1992.
Elle remplace la Constitution tchécoslovaque de 1960 (en).